# ماندلو ویتا
ماندلو ویتا (به ایتالیایی: Mandello Vitta) یک کومونه در ایتالیا است که در استان نووارا واقع شده‌است.

## خصوصیات
ماندلو ویتا ۵٫۹ کیلومترمربع مساحت و ۲۷۲ نفر جمعیت دارد.